# Saint-Eulien
 Saint-Eulien  es una población y comuna francesa, en la región de Champaña-Ardenas, departamento de Marne, en el distrito de Vitry-le-François y cantón de Thiéblemont-Farémont.

## Demografía
| 232 | 244 | 232 | 286 | 335 | 324 |
| Para los censos de 1962 a 1999 la población legal corresponde a la población sin duplicidades (Fuente: INSEE [Consultar]) |     |     |     |     |     |